# Sulfid uraničitý
Sulfid uraničitý je anorganická chemická sloučenina uranu v oxidačním stavu +4 a síry v oxidačním stavu -2. Tato sloučenina je radioaktivní. Vyskytuje se v podobě černých krystalků a jeho empirický vzorec je US2.
Sulfid uraničitý má dva alotropy: α-forma je stabilní nad teplotou 1350 °C a β-forma je stabilní pod touto teplotou. α-forma krystalizuje v tetragonální soustavě a je identická k α-USe2.
Sulfid uraničitý lze připravit redukcí plynného sulfanu práškovým uranem za zvýšené teploty.